# Sheila Hicks

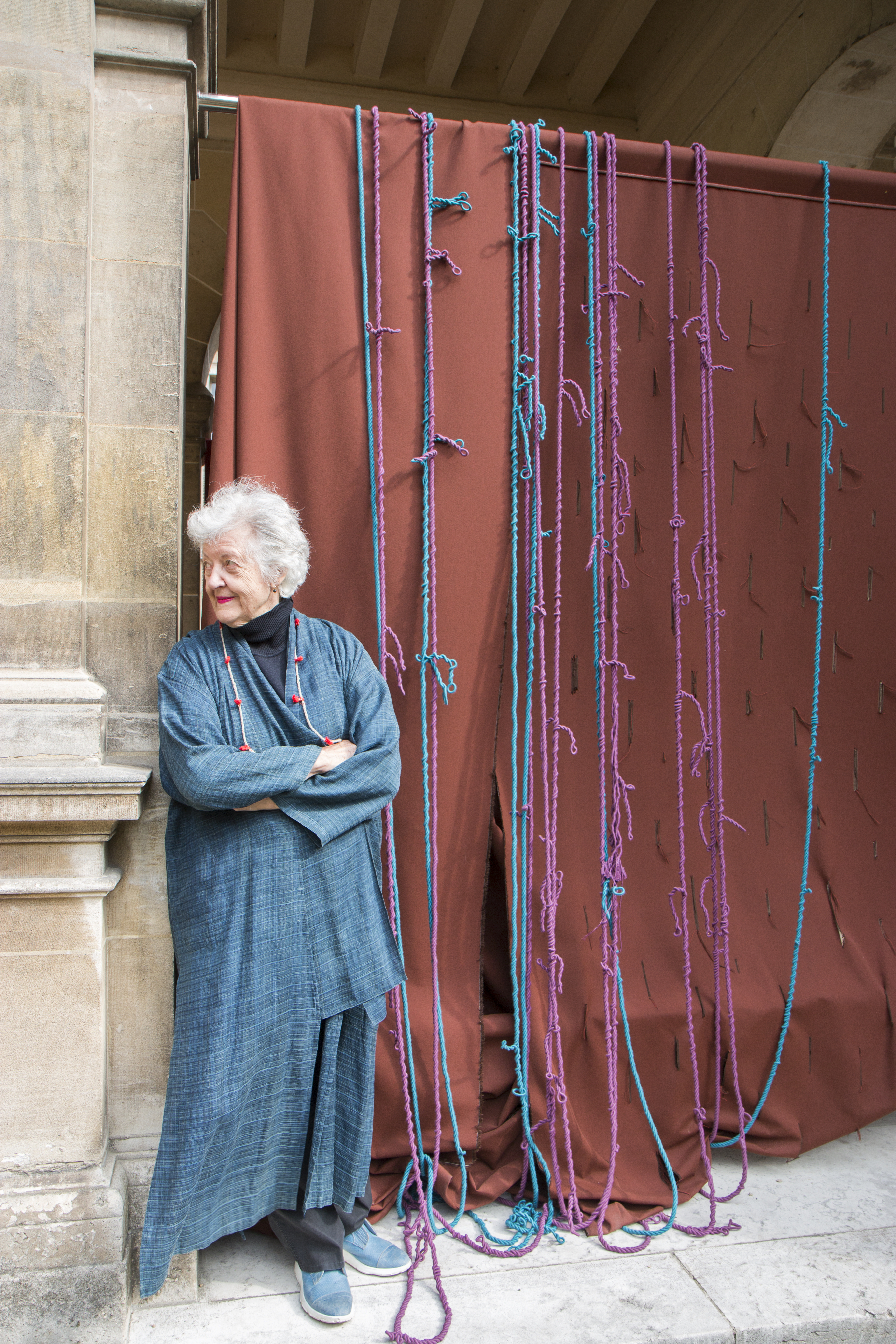
Sheila Hicks im Musée Carnavalet, Paris, 2016. Foto von Cristobal Zanartu.

Sheila Hicks (geboren 1934 in Hastings, Nebraska) ist eine US-amerikanische Künstlerin. Sie lebt und arbeitet in Paris. Von 1959 bis 1963 lebte und arbeitete sie im mexikanischen Guerrero.

## Leben
Sheila Hicks schloss die Yale School of Art mit dem „Bachelor of Fine Art“ (BFA) in 1957 und dem „Master of Fine Art“ (MFA) in 1959 ab. Sie erhielt ein Fulbright-Stipendium für Chile (1957–1958), wo sie archäologische Stätten in den Anden fotografierte und in die vulkanischen Regionen von Villarrica, zur Insel Chiloé und nach Tierra del Fuego reiste, was ihre Arbeit immer noch beeinflusst. Von 1959 bis 1964 lebte und arbeitete sie in Mexiko. Seit 1964 lebt Hicks in Paris, Frankreich.
Während ihrer Zeit an der Yale School of Art in Connecticut (1954–1959) studierte sie mit Josef Albers, Rico Lebrun, Bernard Chaet, George Kubler, George Heard Hamilton, Vincent Scully, Jose de Riviera, Herbert Mather, Norman Ives, Gabor Peterdi. Ihre Abschlussarbeit „Pre-Incaic Textiles.“ wurde von Junius Bird, Archeologist am American Museum of Natural History in New York, und der Textilkünstlerin Anni Albers betreut.
Henri Peyre, Sterling Professor für Französisch und Emeritus an der Yale University, gewährte Hicks ein Stipendium, um von 1959 bis 1960 in Frankreich zu studieren, was ihr erlaubte, Raoul D’Harcourt, Ethnologe und Experten in präkolumbianischen Textilien, kennenzulernen.
Anschließend zog Hicks nach Taxco el Viejo, Mexiko, wo sie auf Einladung von Mathias Goeritz begann, an der Nationalen Autonomen Universität von Mexiko zu weben, zeichnen und lehren. Goeritz machte sie außerdem mit den Architekten Luis Barragán and Ricardo Legorreta Vilchis bekannt.
Sie fotografierte extensiv mit ihrer Rolleiflex. Ihre Motive umfasste die Architektur Felix Candelas und anderer in Mexiko aktiven Künstler.

## Werk
Hicks’ Werke reichen von winzig bis monumental. Ihre verwendeten Materialien variieren genau wie Größe und Form ihrer Werke. Ihre Karriere als Malerin beginnend, blieb sie nah an der Farbe, welche sie als die Sprache verwendet, aus der sie ihre Werke aufbaut, webt und einwickelt.
Sie lässt verschiedenste Materialien in ihre „minimes“, Miniatur-Webereien, die auf hölzernen Webstühlen entstehen, einfließen. Beispiele sind durchsichtige Nudeln, Stücke von Schiefer, Muschelschalen, Hemdkragen, Stänge von Stickgarn, Gummibänder, Schnürsenkel und von Karmeliten gestopfte Socken. Ihre temporären Installationen integrierten tausende von Kaiserschnittgürteln, Babyhemden, blaue Krankenschwesterblusen, khaki Armeehemden sowie Wolllaken, welche von Karmeliter-Nonnen geflickt wurden.
Hicks’ Werke sind gekennzeichnet von ihrer direkten Analyse indigener Webpraktiken in deren Herkunftsländern. Dies hat sie durch fünf Kontinente reisen und die lokalen Kulturen in Mexiko, Frankreich, Marokko, Indien, Chile, Schweden, Israel, Saudi-Arabien, Japan und Südafrika studieren lassen während sie Beziehungen mit Designern, Kunsthandwerkern, Fabrikanten, Architekten, Politikern und kulturellen Führern knüpfte.
2007 wurde das Buch Sheila Hicks: Weaving as Metaphor, designed von Irma Boom für die Ausstellung selben Namens am Bard Graduate Center, auf der Leipziger Buchmesse mit dem Titel „Das schönste Buch weltweit“ ausgezeichnet.
2010 entstand eine Retrospektive von Hicks’ 50-jähriger Karriere in der Addison Gallery in Andover, Massachusetts, USA und weiteren Veranstaltungsorten am Institute of Contemporary Art in Philadelphia und dem Mint Museum in Charlotte, North Carolina. Diese enthielten sowohl ihre Miniaturen („minimes“) als auch großformatige Skulpturen.
Hicks’ Werke sind Bestandteil privater sowie öffentlicher Kunstsammlungen, inklusive:
Ford Foundation, NY, 1967; Georg Jensen Center for Advanced Design, NY; Air France Boeing 747 Flugzeuge, 1969–74; TWA Terminal am JFK Flughafen, NY, 1973; CBS (Columbia Broadcasting System), NY; Rochester Institute of Technology, NY; Banque Rothschild, Paris, Frankreich; Francis Bouygues, Paris, Frankreich; IBM, Paris, Frankreich, 1972; Kodak, Paris, Frankreich; Fiat Tower, Paris, Frankreich; MGIC Investment Corporation, Milwaukee, WI, USA; King-Saud-Universität, Riad, Saudi-Arabien, 1983; Kellogg’s, Michigan; Fuji City, Cultural Center, Japan, 1999; Institute of Advance Study, Princeton, NJ, USA; Target Headquarters, Minneapolis, MN, USA, 2003; SD26 Restaurant, NY, 2009; Ford Foundation, NY, USA, 2013–14; Foundation Louis Vuitton, Boulogne, Frankreich, 2014–15.
2013 wurde der 18 Fuß (5,5 m) hohe „Pillar of Inquiry/Supple Column“ auf der Whitney Biennial ausgestellt.
Hicks nahm an der Biennale di Venezia vom 13. Mai bis 16. November 2017 mit dem Titel Viva Arte Viva teil.
Eine Ausstellung Hicks’ Werke mit dem Titel „Lignes de Vie“ (Lebenslinien) eröffnete am 7. Februar bis 30. April 2018 in Paris am Centre Georges Pompidou.

## Einzelausstellungen
- 1958: Tejidos, National Museum of Natural History, Santiago, Chile
- 1958: „pinturas de s.a.w. hicks—fotografias de sergio larrain“, Museo de Bellas Artes, Santiago, Chile
- 1961: Tejidos—Sheila Hicks, Galeria Antonio Souza, Mexiko
- 1963: The Textiles of Sheila Hicks, Art Institute of Chicago, Illinois, USA
- 1963–1966: Sheila Hicks, Knoll International, Nürnberg, Düsseldorf, Hamburg, Köln, Berlin, Frankfurt, Stuttgart, Deutschland; Basel, Schweiz
- 1965: Woven Forms and Sculpture: Sheila Hicks, Interiors International (Knoll), London, England
- 1965: Gewebte Formen, Landesmuseum, Oldenburg, Deutschland
- 1970: Fete du Fil, Institut Franco-Americain de Rennes, Frankreich; Formen in Fäden, Buchholz Gallery, München, Deutschland; American Library, Brüssel, Belgien
- 1971: Formes de Fil, Musée des Beaux-Arts, Brest, Frankreich
- 1972: Fils Dansants, Tapis aux Murs de Sheila Hicks, American Cultural Center, Dakar, Senegal; Abidjan, Côte d’Ivoire; American Center, Mailand, Italien
- 1974: Sheila Hicks, Stedelijk Museum, Amsterdam, Niederlande
- 1976: Tapisserie Mise en Liberte; Ancient Peruvian Textiles and the Work of Sheila Hicks, Maison de la Culture, Rennes, Frankreich
- 1977: Muzeja savremene umetnosti, Belgrad; Museum of Art, Skopje, Mazedonien; Museum of Contemporary Art, Dubrovnik, Jugoslawien; Biblioteca Americana, Bukarest, Rumänien
- 1978: Tons and Masses, Sheila Hicks, Lunds Konsthall, Lund, Schweden
- 1979: Suite Ouessantine, Musée de Beaux-Arts, Brest, Frankreich
- 1979: Inhabited, American Center, Paris, Frankreich
- 1980: Free Fall, Israel Museum, Jerusalem, Israel
- 1980: Small Jump, American Cultural Centre, Tel Aviv, Israel
- 1981: Carte Blanche, Musée des Beaux Arts, Rennes, Frankreich
- 1987: Textile, Texture, Texte, Musée de Beaux Arts, Pau, Frankreich
- 1991: Soft Logic, Seoul Arts Center, Seoul, Korea; Centre Culturel Francais, Seoul, Korea
- 1992: Cultural Exchange, Walker’s Point Center of the Arts, Milwaukee, Wisconsin, USA
- 1992: Sheila Hicks v Prague, Umeleckoprumyslove Muzeum, Prag, Tschechoslowakei
- 1993: Small Works, Saka Gallery, Tokio, Japan
- 1994: Textile Magiker: Sheila Hicks-Junichi Arai, Textile Museet, Boras, Schweden
- 1996: Art of Sheila Hicks, Museum of Nebraska Art, Kearney, Nebraska
- 1997: Sheila Hicks: The Making of a Doncho, Municipal Cultural Center Gallery, Kiryu, Gunma, Japan
- 1999: Sheila Hicks: Seeds to the Wind, Contemporary Art Center of Virginia, Virginia Beach, Virginia, USA
- 2006: Sheila Hicks: Weaving as Metaphor[8], Bard Graduate Center, New York, USA
- 2007: Entrelacs de Sheila Hicks. Textiles et vanneries d’Afrique et d’Océanie de la collection Ghysels, Passage de Retz, Paris Frankreich
- 2008: Sheila Hicks Minimes: Small Woven Works, Davis & Langdale Company, Inc. New York, USA
- 2010: Sheila Hicks: 50 Years, Addison Gallery of American Art, Andover, Massachusetts. Institute of Contemporary Art Philadelphia, and Mint Museum, Charlotte, USA
- 2010: Sheila Hicks: Hors norms, sculptures textiles, Passage de Retz, Paris, Frankreich
- 2011: Sheila Hicks – One Hundred Minimes, The Museum of Decorative Arts (UPM), Prag, Tschechische Republik
- 2011: Sheila Hicks – 100 Minimes, Boijmans van Beuningen Museum, Rotterdam, Niederlande
- 2012: Sheila Hicks, Sikkema Jenkins & Co., New York, USA
- 2013: Pêcher dans la Rivière, Alison Jacques Gallery, London, UK
- 2014: Sheila Hicks, Sikkema Jenkins & Co., New York, USA
- 2014: Sheila Hicks: Unknown Data, Galerie Frank Elbaz, Paris
- 2015: Sheila Hicks: Foray into Chromatic Zones, Hayward Gallery, London, UK
- 2016: „Si j'étais de laine, vous m'accepteriez?“ Galerie Frank Elbaz, Paris
- 2016: Sheila Hicks, Material Voices at Joslyn Art Museum Omaha, Nebraska, USA
- 2016: „Sheila Hicks, Hilos libres. El textil y sus raíces prehispánicas, 1954–2017“ (Free thread. The textile and its prehispanic roots, 1954–2017), Museo Amparo, Puebla, Mexiko
- 2017: Galleria Massimo Minini, Brescia, Italien
- 2017: „Stones of Peace“, Alison Jacques Gallery, London, UK
- 2018: Sheila Hicks: Lignes de Vie[9], Centre Pompidou, Paris, Frankreich
- 2018: Sheila Hicks, Sens dessus dessous, Domaine de Chaumont sur Loire, Frankreich
- 2019: Sheila Hicks, Seize, Weave Space, Nasher, Sculpture Center, Dallas, Texas
- 2019: Sheila Hicks, Reencuentro, Museo Chileno de Arte Precolombino, Santiago, Chile
- 2020: Sheila Hicks, Thread, Trees, River, MAK Wien, Oesterreich
- 2022: Sheila Hicks, le fil conducteur, Musée Industriel de la Corderie Vallois, Notre-Dame-de-Bondeville, Frankreich
- 2022: Sheila Hicks, Off Grid, The Hepworth Wakefield, Wakefield, England
- 2023: Sheila Hicks, Threads that Travel, Centre Pompidou Malaga, Spanien
- 2023: Sheila Hicks, a little bit of a lot of things, Kunstmuseum Lok St. Gallen, Schweiz

- 2024/25: Sheila Hicks, Kunsthalle Düsseldorf, Quadrat Bottrop – Josef Albers Museum, Bottrop

## Auszeichnungen
- 1957–58: Fulbright-Programm, Stipendium zum Zeichnen in Chile
- 1959–60: Fribourg Stipendium zum Zeichnen in Frankreich
- 1975: American Institute of Architects, Medaille
- 1980: Middlebury College, H.W. Janson Distinguished Visiting Professor of Art
- 1983: American Craft Council (New York, NY), Fellow
- 1984: Rhode Island School of Design (Providence, RI), Ehrendoktorwürde
- 1985: French Academy of Architecture (Paris, Frankreich), Silver Medal of Fine Arts
- 1987: Ordre des Arts et des Lettres des Ministeriums für Kultur und Kommunikation (Paris, Frankreich), Chevalier
- 1993: Ordre des Arts et des Lettres des Ministeriums für Kultur und Kommunikation (Paris, Frankreich), Officier
- 1997: American Craft Council, Goldmedaille
- 2007: Textile Museum (Washington, D.C.), 25 Year Honoree
- 2010: Archives of American Art des Smithsonian Institution, Lifetime Achievement Award
- 2014: École des Beaux-Arts (Paris, Frankreich) Ehrendoktorwürde

## Museumssammlungen
- Addison Gallery of American Art (Andover, USA)
- Centre Georges Pompidou (Paris, Frankreich)
- Cleveland Museum of Art (Cleveland, OH)
- Denver Art Museum (Denver, CO)
- Industriet Museum (Oslo, Norway)
- Institute for Advanced Study (Princeton, NJ)
- Kunsthalle Bielefeld
- Kunstmuseum (Oldenburg)
- Manufacture nationale des Gobelins (Paris, Frankreich)
- Milwaukee Art Museum (Milwaukee, WI)
- Minneapolis Institute of Art (Minneapolis, MN)
- Mint Museum (Charlotte, NC)
- Musée de la Mode et du Textile (Paris, Frankreich)
- Musée de la Tapisserie (Angers, Frankreich)
- Musée des Arts Décoratifs (Paris, Frankreich)
- Musée des Beaux Arts (Brest, Frankreich)
- Musée des Beaux Arts (Pau, Frankreich)
- Museo de Bellas Artes (Santiago, Chile)
- Museo Universitario Arte Contemporáneo (Mexiko-Stadt, Mexiko)
- Museum of Art and Design (New York, NY)
- Kunstgewerbemuseum in Prag (Prag, Tschechien)
- Museum für Gestaltung Zürich (Zürich, Schweiz)
- Museum of Fine Arts, Boston (Boston, MA)
- Museum of Modern Art (New York, NY)
- Museum of Nebraska Art (Kearney, NE)
- National Gallery of Art (Washington, DC)
- Nationalmuseum für moderne Kunst, Kyoto (Kyoto, Japan)
- Nationalmuseum für moderne Kunst, Tokio (Tokio, Japan)
- North Dakota Museum of Art (Grand Forks, ND)
- Okawa Museum of Art (Kiryu, Japan)
- Philadelphia Museum of Art (Philadelphia, PA)
- Renwick Gallery (Washington, DC)
- Saint Louis Art Museum (St. Louis, MO)
- Smart Museum of Art (Chicago, IL)
- Smithsonian American Art Museum (Washington, D.C.)
- Cooper Hewitt, Smithsonian Design Museum (New York, NY)
- Stedelijk Museum (Amsterdam, The Netherlands)
- Tate Gallery (London, England)
- The Art Institute of Chicago (Chicago, IL)
- The Metropolitan Museum of Art (New York, NY)
- National Gallery of Art (Washington, DC)
- Victoria and Albert Museum (London, UK)
- Wadsworth Atheneum (Hartford, CT)
- Yale University Art Gallery (New Haven, CT)

## Bibliographie
- „Sheila Hicks“, von Monique Lévi-Strauss, Pierre Horay, editeur, Paris, und Suzy Langlois, Art Mural, 1973, ISBN 2-7058-0009-3.
- Faxon, Susan C., Joan Simon und Whitney Chadwick: „Sheila Hicks: 50 Years“, Yale University Press/Addison Gallery of American Art, 2010, ISBN 978-0-300-12164-3.
- Danto, Arthur Coleman, Joan Simon, Nina Stritzler-Levine, and the Bard Graduate Center for Studies in the Decorative Arts, Design, and Culture: Sheila Hicks weaving as metaphor. Yale University Press, 2006, ISBN 978-0-300-11685-4.
- One Work: Sheila Hicks at the Mint, published by The Mint Museum, Charlotte, North Carolina in association with Yale University Press, New Haven and London, 2012, ISBN 978-0-300-19085-4.

## Belege
1. 1 2 3  Smee, Sebastian: Sheila Hicks, weaving her own fabric of modernism. In: The Boston Globe. 14. November 2010, abgerufen am 1. März 2014.
2. 1 2 3  Faxon, Susan C., Joan Simon and Whitney Chadwick: „Sheila Hicks: 50 Years“, Yale University Press/Addison Gallery of American Art, 2010, ISBN 978-0-300-12164-3.
3. ↑  SHEILA HICKS with Danielle Mysliwiec. In: The Brooklyn Rail. Abgerufen am 7. März 2018.
4. ↑  Sheila Hicks. Abgerufen am 4. März 2018.
5. ↑  Alice Rawsthorn: Reinventing the look (even smell) of a book. In: The New York Times. 18. März 2007, ISSN 0362-4331 (amerikanisches Englisch, nytimes.com [abgerufen am 4. März 2018]).
6. ↑  Pillar of Inquiry/Supple Column. In: whitney.org. Archiviert vom Original (nicht mehr online verfügbar) am 16. April 2017; abgerufen am 26. Juni 2017.
7. ↑  La Biennale di Venezia – Artists. In: www.LaBiennale.org. Archiviert vom Original (nicht mehr online verfügbar) am 29. Juni 2017; abgerufen am 22. Februar 2017.
8. ↑  Sheila Hicks Weaving as Metaphor. In: Bard Graduate Center. Abgerufen am 4. März 2018.
9. ↑  Sheila Hicks: Lignes de Vie. In: Centre Pompidou. Abgerufen am 4. März 2018.

| Personendaten    | Personendaten               |
| ---------------- | --------------------------- |
| NAME             | Hicks, Sheila               |
| KURZBESCHREIBUNG | US-amerikanische Künstlerin |
| GEBURTSDATUM     | 1934                        |
| GEBURTSORT       | Hastings, Nebraska          |